# مركز تانيغاشيما الفضائي

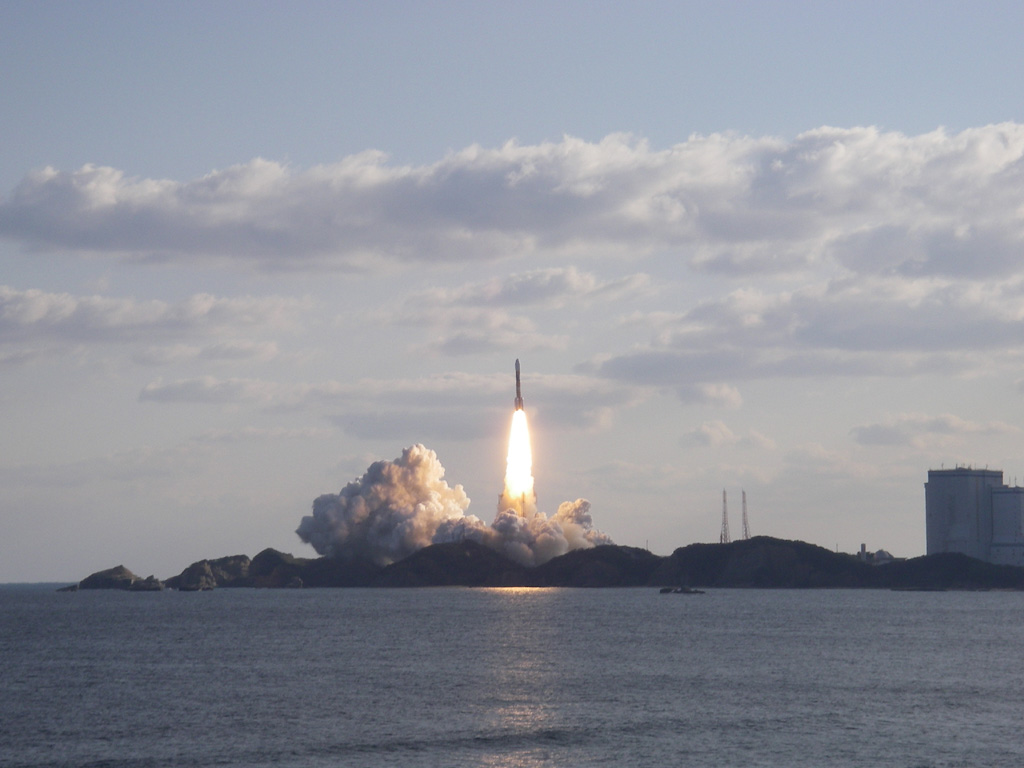
صاروخ H-IIA يُطلق من مركز تانيغاشيما.

مركز تانيغاشيما الفضائي (يابانية:種子島宇宙センター؛ تانيگاشيما أوچو سينتا) أو(TNCS) هي واحدة من منظمات اليابان للتطوير التقنيات الفضائية. يقع المركز في جزيرة تانيغاشيما، 115 كم جنوب منطقة كيوشو. وأنشئ عام 1969م عندما أنشئت وكالة التطوير الفضائي الوطني والآن هي تدار من قبل منظمة بحوث الفضاء اليابانية.
ويعرف عن المركز من وقت إنشائه أنه يقوم بتركيب، واختبار، وإطلاق وتتبع الأقمار الصناعية، وبالطبع يقوم باختبار محركات الإطلاق. وهو المركز الفضائي الأول في اليابان.

## الوسائل
هناك العديد من الوسائل في المنظمة. ونوعان من الإطلاق المداري المرحلي؛ يوشينوبو وأوساكي. ويوشينوبو لديه منصتان للإطلاق؛ الأول للمسابير الخفيفة ويبلغ 2 طن، والأخير للمسابير الثقيلة ويبلغ بين 2-4 طن. وواحدة من تجارب الإطلاق كانت تجربة الإطلاق اليوشينوبو، وكانت اختباراً على صاروخ H-IIA الياباني ومحركة من نوع LE-7A. وهناك أيضاً أبنية لتركيب المسابير، وللرادارات وأنظمة التتبع المدارية.

## وصلات خارجية
- Official site (باليابانية)